# 新津潔
新津 潔（にいつ きよし、1956年1月28日 - ）は、最高位戦日本プロ麻雀協会所属のプロ雀士であり、同協会代表。東京都出身、法政大学卒業。

## 人物
- スキューバダイビングのインストラクターの仕事をしていたことがあり、現在も沖縄・グアムの海などでダイビングを楽しむことがある。
- 優しい一面もあり、第11期女流最高位戦でプロでは滅多にないチョンボをしてしまった柳まおに対して「将棋の対局でも反則で負けることがあるから気にしない方がいい。人間同士の対局だからこういうこともある。」という言葉をかけて慰めた。
- 将棋好きでもあり、CSチャンネル「囲碁・将棋チャンネル」のお好み将棋道場で、久津知子女流初段と対局した。
- 佐々木寿人によると歌手の森山直太朗はMONDOの麻雀番組をよく見るそうで、佐々木の前で「細かすぎて伝わらないモノマネ・麻雀プロ編」として「誰かの配牌がいい時の、解説者新津潔」を披露したという。
- 対局スタイルは、常に沈着冷静で、対局中に感情を露にすることはほとんどない。これは、同じく最高位戦に所属する金子正輝が、時に見ている者が驚くほど喜怒哀楽を全面に出すのと好対照を為している。
- サングラスやピアスなど強面な風貌ではあるが、当りは非常に柔らかく、飄々としたユーモラスな人柄である。それは、モンド名人戦でのプレイヤー解説や、新津のTwitterやブログにも如実に現れている。
- カラオケでは、ももいろクローバーZの「Z女戦争」やアニメソングなども歌う。RMUの多井隆晴は、新津や土田浩翔とカラオケに行った際、アニソンを歌うと土田は手拍子をしてくれたと語っている。一方の新津は、多井曰く「誰もわからない英語だけの曲」を歌っていたので、途中で強制終了してしまった。新津は「切るなよー」とボヤいたという。
- 手先が器用でアクセサリーも自作したことがあるそう。
- 仲の良い雀士からは「にいっちゃん」の愛称で親しまれている。

## 雀風
- 極端な順子派であり、「シュンツマスター」の異名を持つ。七対子ができそうになっても無理矢理崩すほどで、対子・刻子手は対々和か四暗刻くらいしか狙わないことにしているという（2020年3月29日に行われた麻雀最強戦2020・キングオブ鉄人では、最終局で四暗刻をアガり、ラス目から逆転優勝）。「七対子は大嫌い」「何を待ち牌にしたらいいのかわからない」「単騎待ちが好きじゃない」とコメントしたこともある。そのため、新津と反対に対子手を非常に好む雀風の土田浩翔とは相性が悪い。ただ、巡目が深過ぎる場合や点棒状況、配牌（既に対子が4組出来ているなど）によっては七対子で和了がることがあり、必ずしも七対子で和了らないわけではない。
- 守りに重きを置いており、目一杯に手を広げることは少ない。安全牌の確保や当たり牌の絞り込みなどに非常に秀でている。
- 2019年に放送された第13回モンド名人戦では、安定した打ち回しで予選・準決勝をトータルトップで通過。決勝1戦目（起家から沢崎・新津・藤崎・近藤）では3着に終わる。しかし、決勝2戦目（決勝1戦目と座り順同じ）では東場からアガリを重ね続け、東場終了時の持ち点は70000点超え。南場に入ると満貫の失点をするもののすぐに取り返す。しかし南3局に決勝1戦目に近藤誠一から逆転トップを獲った沢崎誠が4000・8000の倍満をツモり追い上げ。これにより新津と沢崎のポイント差は1200点となる。オーラスは近藤からアガり、逃げ切り。第8回以来5年ぶりの名人戦優勝を飾った。

## 獲得タイトル
- 王位 (第19期)
- 發王位 (第2期)
- モンド21名人 (第2回)
- モンド名人 (第8回・第13回)

## 著書
- マイコミ麻雀BOOKS 麻雀押し引きの戦術（2010年1月28日、毎日コミュニケーションズ） ISBN 978-4839934071

## 出演
- モンド21麻雀プロリーグ（MONDO21）

## 作品

### 一般ビデオ・DVD
- プロ麻雀リーグ 役満編（2005年3月30日、エイベックス）